# Cap-Vert aux Jeux olympiques d'été de 2016
Le Cap-Vert participe aux Jeux olympiques d'été de 2016 à Rio de Janeiro au Brésil du 5 août au 21 août. Il s'agit de sa 6e participation à des Jeux d'été.

## Athlétisme
Le Cap-Vert est représenté par deux athlètes. Jordin Andrade réalise le 20e temps des séries du 400 m haies. Cependant, il est, dans un premier temps, disqualifié pour avoir volontairement frappé une haie. Après un appel de sa fédération, il est finalement autorisé à prendre part aux demi-finales, où il est éliminé.
Sur le 100 m féminin, Lidiane Lopes bat le record national (12 s 38) mais cela est insuffisant pour passer le tour préliminaire.
| Athlète        | Épreuve            | Tour préliminaire | Tour préliminaire | Séries   | Séries   | Demi-finales | Demi-finales | Finale   | Finale   |
| Athlète        | Épreuve            | Temps             | Rang              | Temps    | Rang     | Temps        | Rang         | Temps    | Rang     |
| -------------- | ------------------ | ----------------- | ----------------- | -------- | -------- | ------------ | ------------ | -------- | -------- |
| Jordin Andrade | 400 m haies hommes | NC                | NC                | 49 s 35  | 4e       | 49 s 32      | 6e           | Éliminé  | Éliminé  |
| Lidiane Lopes  | 100 m femmes       | 12 s 38           | 4e                | Éliminée | Éliminée | Éliminée     | Éliminée     | Éliminée | Éliminée |

## Boxe
Davilson Morais perd son combat sur KO face au britannique Joe Joyce, futur finaliste de l'épreuve.
| Athlète         | Catégorie             | 16e de finale       | 8e de finale           | Quart de finale     | Demi-finale         | Finale              | Finale  |         |
| Athlète         | Catégorie             | Adversaire Résultat | Adversaire Résultat    | Adversaire Résultat | Adversaire Résultat | Adversaire Résultat | Rang    |         |
| --------------- | --------------------- | ------------------- | ---------------------- | ------------------- | ------------------- | ------------------- | ------- | ------- |
| Davilson Morais | Super-lourds (+91 kg) | Exempté             | Battu par Joe Joyce KO | Éliminé             | Éliminé             | Éliminé             | Éliminé | Éliminé |

## Gymnastique rythmique
Elyane Boal termine à la dernière place des qualifications du concours individuel.
| Athlète     | Compétition | Qualification | Qualification | Qualification | Qualification | Qualification | Qualification | Finale   | Finale   | Finale   | Finale   | Finale   | Finale   |
| Athlète     | Compétition | Cerceau       | Ballon        | Massue        | Ruban         | Total         | Rang          | Cerceau  | Ballon   | Massue   | Ruban    | Total    | Rang     |
| ----------- | ----------- | ------------- | ------------- | ------------- | ------------- | ------------- | ------------- | -------- | -------- | -------- | -------- | -------- | -------- |
| Elyane Boal | Individuel  | 9,833         | 10,033        | 9,991         | 8,783         | 38,640        | 26e           | Éliminée | Éliminée | Éliminée | Éliminée | Éliminée | Éliminée |

## Taekwondo
Maria Andrade est éliminée au tour préliminaire par la Thaïlandaise Panipak Wongpattanakit, future médaillée de bronze.
| Athlète       | Compétition   | Huitièmes de finale                      | Quarts de finale    | Demi-finales        | Repêchage 1         | Repêchage 2         | Finale              | Finale   |
| Athlète       | Compétition   | Adversaire Résultat                      | Adversaire Résultat | Adversaire Résultat | Adversaire Résultat | Adversaire Résultat | Adversaire Résultat | Rang     |
| ------------- | ------------- | ---------------------------------------- | ------------------- | ------------------- | ------------------- | ------------------- | ------------------- | -------- |
| Maria Andrade | -49 kg femmes | Battue par Panipak Wongpattanakit 6 - 18 | Éliminée            | Éliminée            | Éliminée            | Éliminée            | Éliminée            | Éliminée |